# Christian Peter Flensborg
 Der er flere personer med dette navn, se Christian Peder Flensborg.
Christian Peter Flensborg (22. januar 1692 – 8. august 1767) var en dansk søofficer, far til forfatteren Christian Flensborg.
Han var schoutbynacht. Der findes et portræt af ham fra 1747, malet af Ulrich Ferdinandt Beenfeldt.
I første ægteskab var han gift med Else Margrethe født Søbøtker (død 1732).